# Girolamo Arganini
Girolamo Franco Pasquale Arganini, o toscanizzato in Gerolamo (Valganna, 27 settembre 1764 – Valganna, 19 agosto 1839), è stato un architetto italiano.

## Biografia
Nato vicino a Varese, da Andrea e Maria Antonia Grandi, Girolamo Arganini fu allievo di Simone Cantoni, aderendo al Neoclassicismo. Suo il disegno del pronao della Chiesa di San Tomaso in Terramara a Milano, e diverse le opere su commissione privata delle principali famiglie cittadine, come la "Sala d'oro" di Palazzo Spinola e il Palazzo Borromeo d'Adda.